# 第一赫沃茲達夫卡
47°54′0″N 30°4′48″E / 47.90000°N 30.08000°E
第一赫沃茲達夫卡（烏克蘭語：Гвоздавка Перша）是位於烏克蘭西南部的村莊，由敖德萨州波季利斯克区的澤列諾希爾斯凱市鎮負責管轄。該村始建於1796年，面積4.41平方公里，海拔高度99米，2001年人口635，人口密度每平方公里143.86人。